# Liste der Parseval-Luftschiffe
Unter der Bezeichnung Parseval entstanden unter August von Parseval zwischen 1909 und 1919 insgesamt 22 Luftschiffe. Später wurden noch einige Luftschiffe unter der Bezeichnung Parseval-Naatz-Prinzip gebaut.
Die Schiffe wurden früher mit der männlichen Form beschrieben. Es hieß: Der Parseval, ähnlich wie es auch bei den Zeppelinen der Fall war.

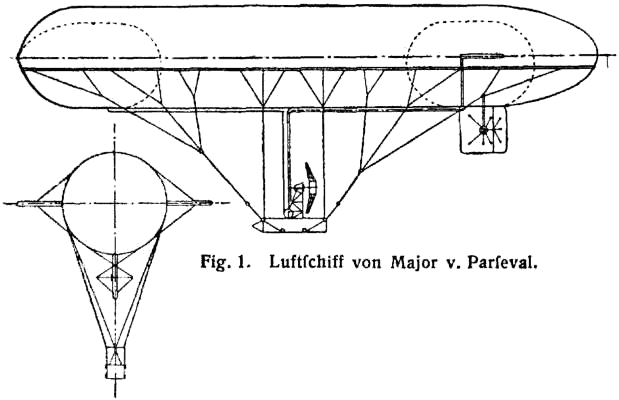
Skizze eines Parseval-Luftschiffes

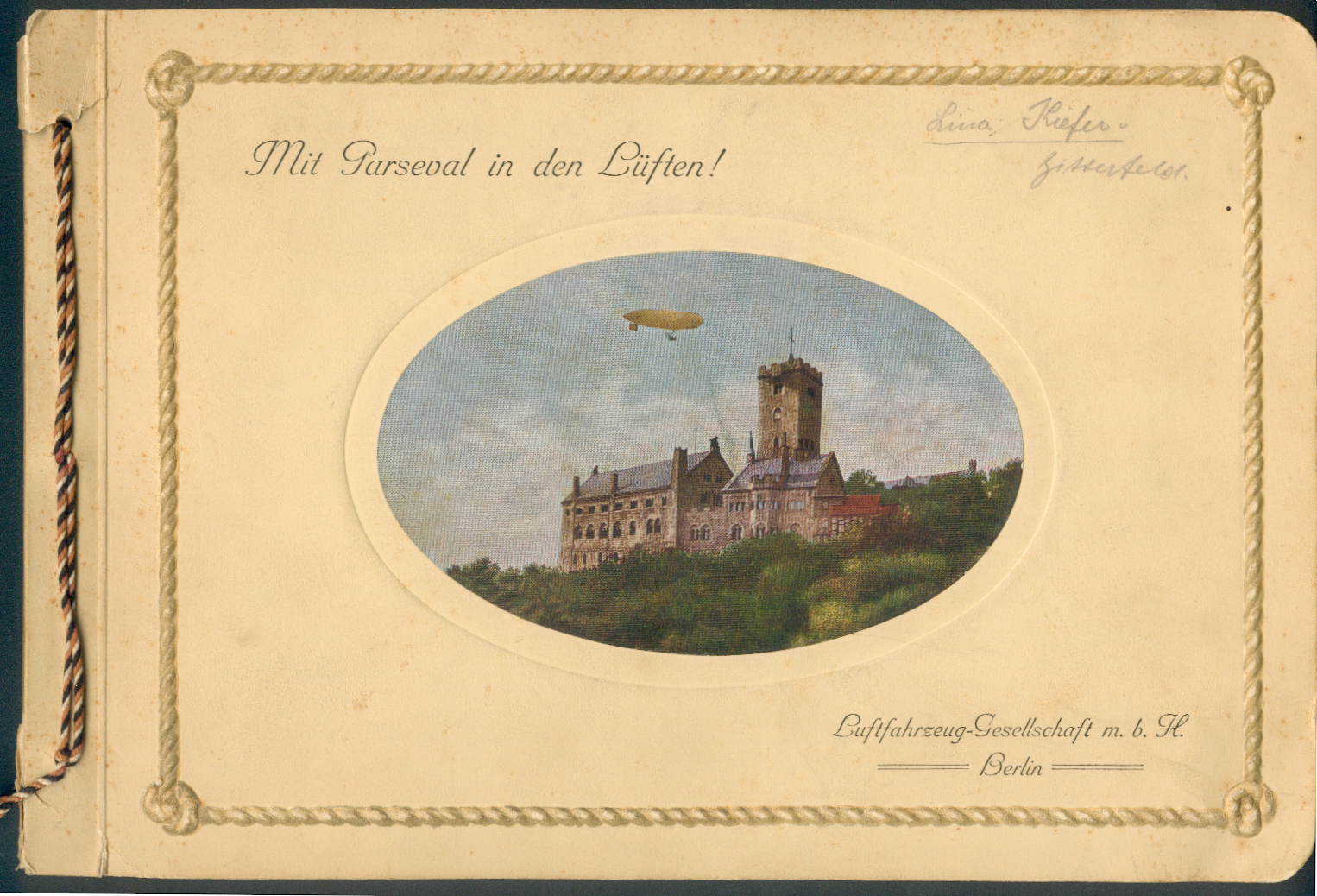
Broschüre der Luftfahrzeug-Gesellschaft

Die Parseval-Luftschiffe bis PL 25 waren Prallluftschiffe, die folgenden Kielluftschiffe. Die Schiffe wurden entsprechend ihrer Form und ihrem Aufbau von den Besatzungen abwertend als Gummikühe bezeichnet.

## Liste

### Versuchsluftschiff

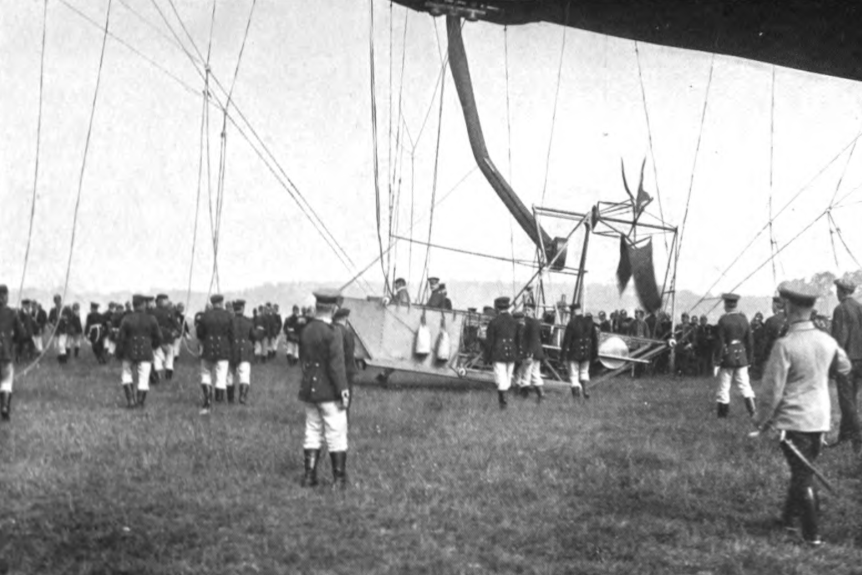
Kurz vor dem Abheben am 26. Mai 1906, gefahren von Hauptmann von Krogh

- erste Fahrt am 26. Mai 1906 auf dem Militärgelände in Berlin-Tegel
- Pilot: Hauptmann von Krogh
- Länge: 48,5 m,[1] Durchmesser: 4,8 m
- Antrieb: Daimler-Motor mit 26 kW (35 PS[1])
- Höchstgeschwindigkeit: 43,2 km/h
- Die Hülle wurde von der Ballonfabrik Riedinger gefertigt und später von 2.300 auf 2.800 m³ vergrößert, die Länge stieg auf 50 m
- Erst nach Abschluss aller Modifikationen wurde es ab 1909 unter der Bezeichnung „PL 1“ geführt

### PL 1
- entstand aus dem Versuchsluftschiff
- Jungfernfahrt: 21. September 1909
- Volumen: 3.200 m³, 60 m lang, 9,4 m Durchmesser
- Antrieb: ein Daimler-Motor mit 62 kW (85 PS[1]), eine 4,25-m-Luftschraube
- Im Anschluss an drei Testfahrten am 21. und 22. September 1909 und Verbesserungen von Steuerung und an der Hüllenform wurde PL 1 per Zug nach Zürich zum Gordon-Bennet-Ballon-Rennen transportiert (vier Demonstrationsfahrten in Zürich).
- wurde im Februar 1910 zum Kaiserlichen Aero-Klub-Luftschiff und in Bitterfeld bis zu seiner Außerdienststellung betrieben
- 20 Fahrten zwischen 21. September 1909 und 21. April 1910, die letzte Fahrt endete mit einer Notlandung
- Versuche mit einem Lichtbildprojektor (siehe auch PL 6)

PL 1 beim Gordon-Bennet-Rennen in Zürich, 1909
PL 1 auf dem Boden. Im Hintergrund die Gasometer in Schlieren
Demonstrationsfahrt der PL 1 (Mitte)
Demonstrationsfahrt der PL 1
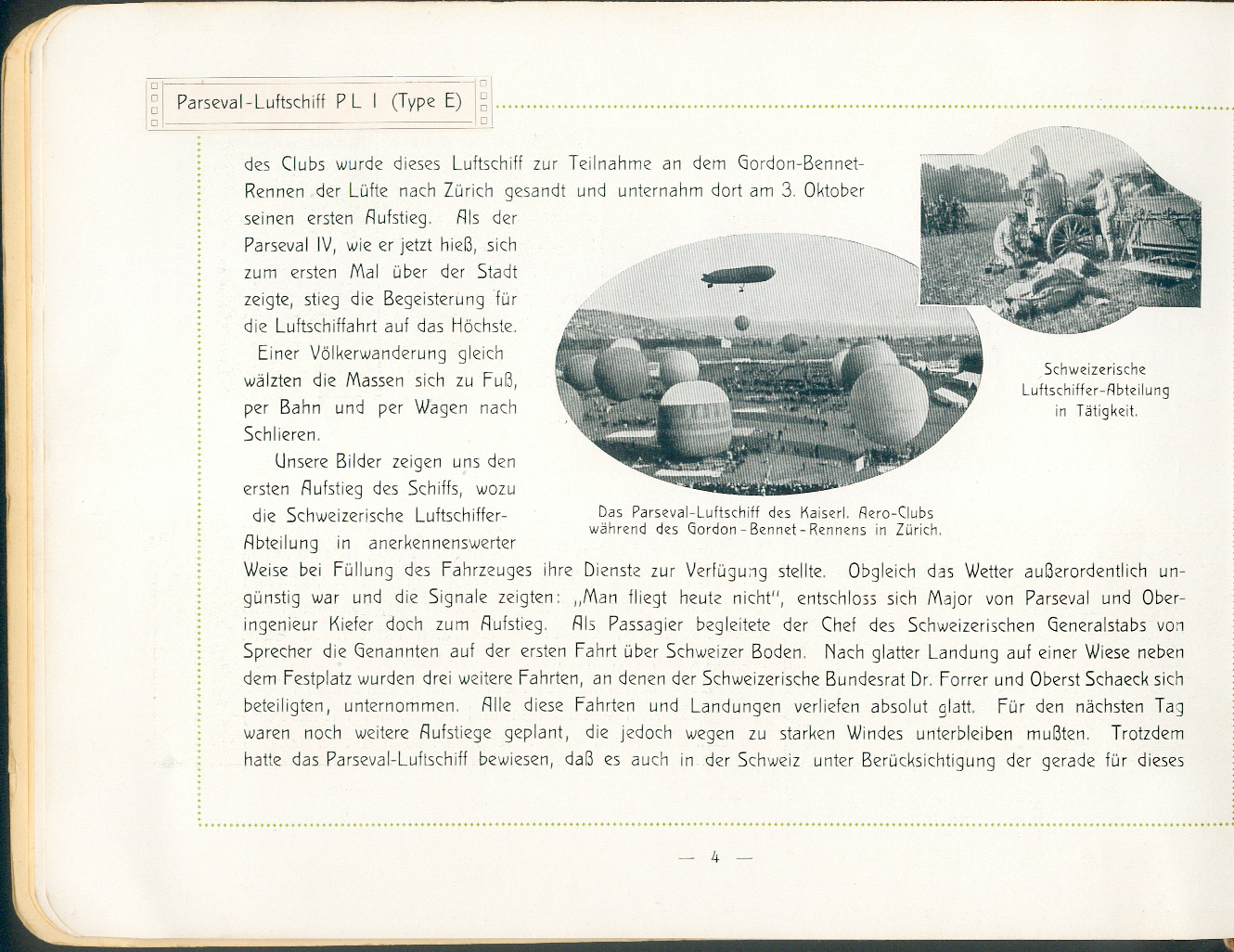
Unternehmensbericht über die PL 1

### PL 2 / P.I

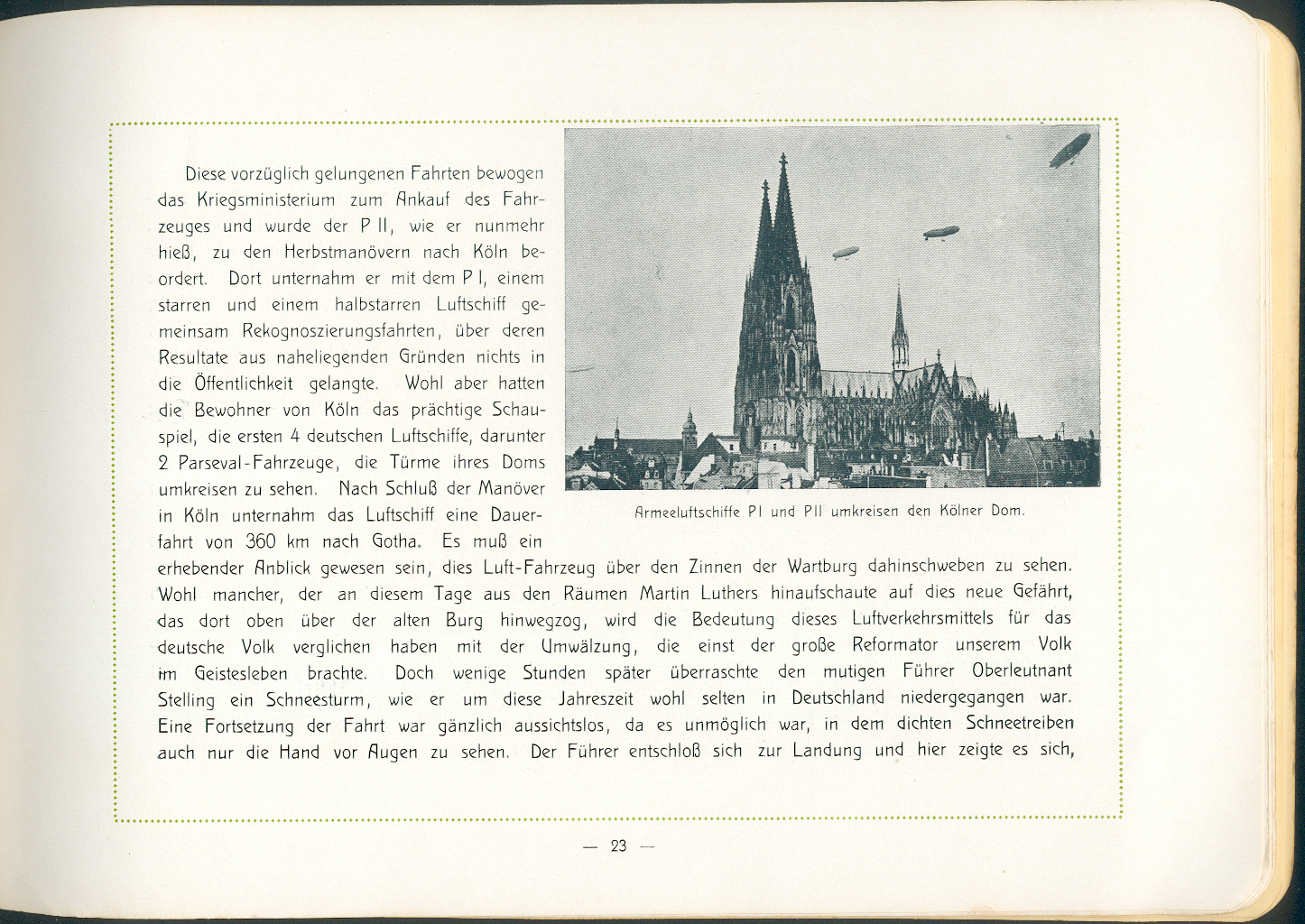
P I und P II über Köln

- für die Preußische Armee gebaut, dort unter der Bezeichnung P.I, Konstruktion ähnlich PL 1
- erste Fahrt: 13. August 1908, bis 1912 im Einsatz, dann abgerüstet
- Volumen: 4.100 m³[1]
- Länge: 60 m,[1] Durchmesser: 10,4 m
- Antrieb: ein Daimler-Motor mit 62 kW (85 PS) mit einer Luftschraube[1]
- Höchstgeschwindigkeit: 47 km/h[1]
- zerstört bei der Landung während eines Sturms am 16. September 1908 nahe Grünewald[1]

### PL 3 / P.II

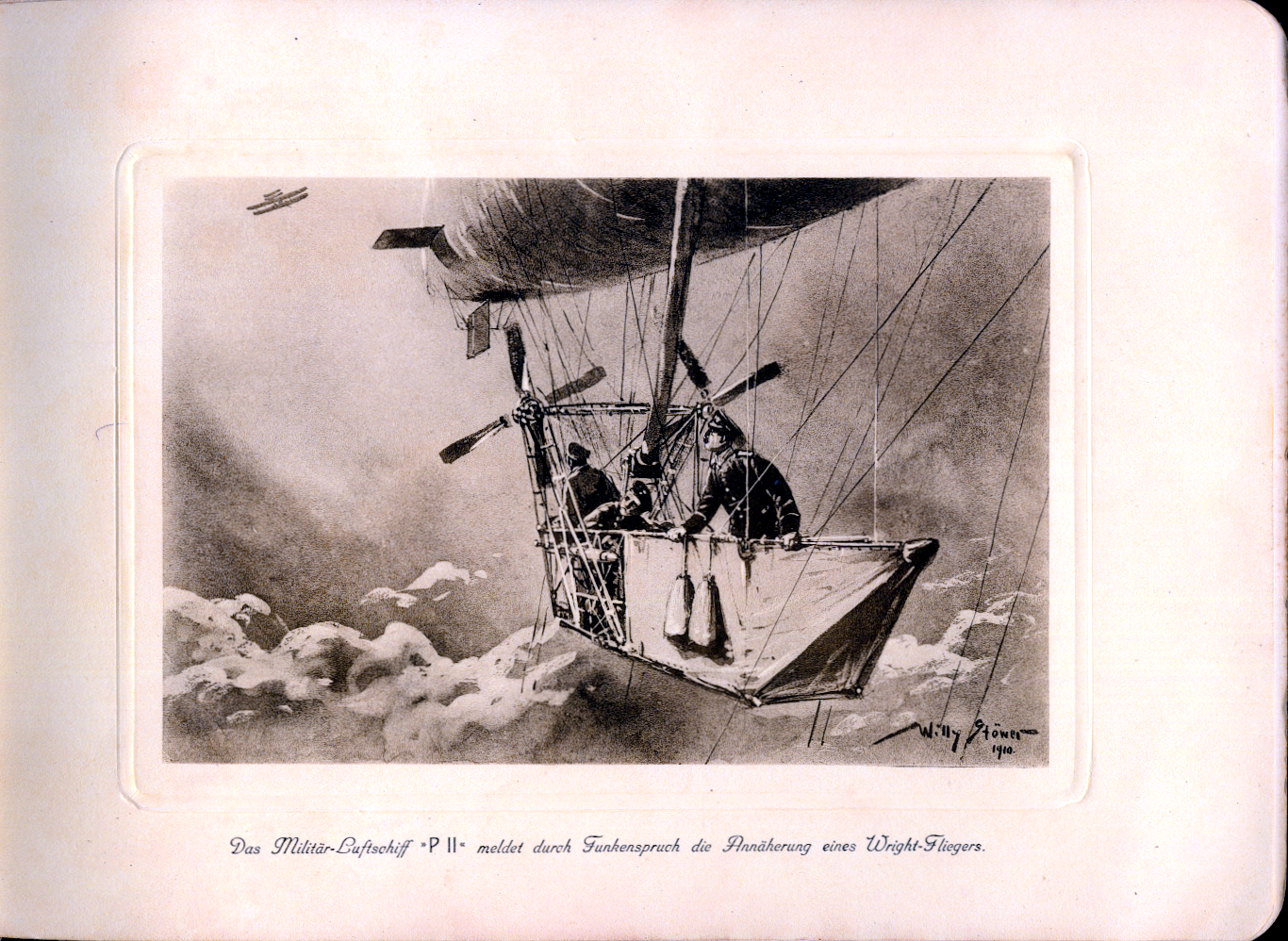
Militärluftschiff PII

- Hülle wurde ab dem 23. März nach nur 7 Fahrten von 5.600 auf 6.600 m³ vergrößert, Wiederbefüllung startete am 5. Juni 1909, Länge blieb bei 70 m, Durchmesser stieg um einen Meter auf 11,3 m, Testfahrt am 28. Juni 1909 in Bitterfeld
- Führte regelmäßige Passagierfahrten mit bis zu 7 Passagieren und 4 Besatzungsmitgliedern auf der Internationalen Luftfahrtausstellung in Frankfurt am Main (ILA) vom 7. August bis zu deren Ende im Oktober 1909 durch. Insgesamt 74 Fahrten
- Auf der Internationalen Luftfahrtausstellung in Frankfurt am Main im Jahr 1909 fand am 15. September eine Wettfahrt zwischen dem Zeppelin LZ 6 und dem PL 3 statt. Diese Wettfahrt stellte gleichermaßen auch den Höhepunkt der Spaltung der Luftschiffwelt dar: Während die Zeppelin-Luftschiffe als Starrluftschiffe gebaut wurden, wurden Parseval-Luftschiffe als Prallluftschiff konstruiert.[2]
- Am 22. April 1910 nahm das Luftschiff an einer Luftparade vor Kaiser Wilhelm II. in Bad Homburg vor der Höhe teil. Wegen Wind und Regen reiste PL 3 erst am 23. April ab 19 Uhr nach Köln zurück, wo es gegen 1 Uhr nachts unbeschadet landete.
- Nach einem Eintauchen ins Meer am 16. Mai 1910 außer Dienst gestellt
- Antrieb: zwei N.A.G.-Motoren mit je 81 kW (110 PS), die je eine vierflügelige Luftschraube antrieben
- Höchstgeschwindigkeit: 51 km/h

### PL 4 / M I

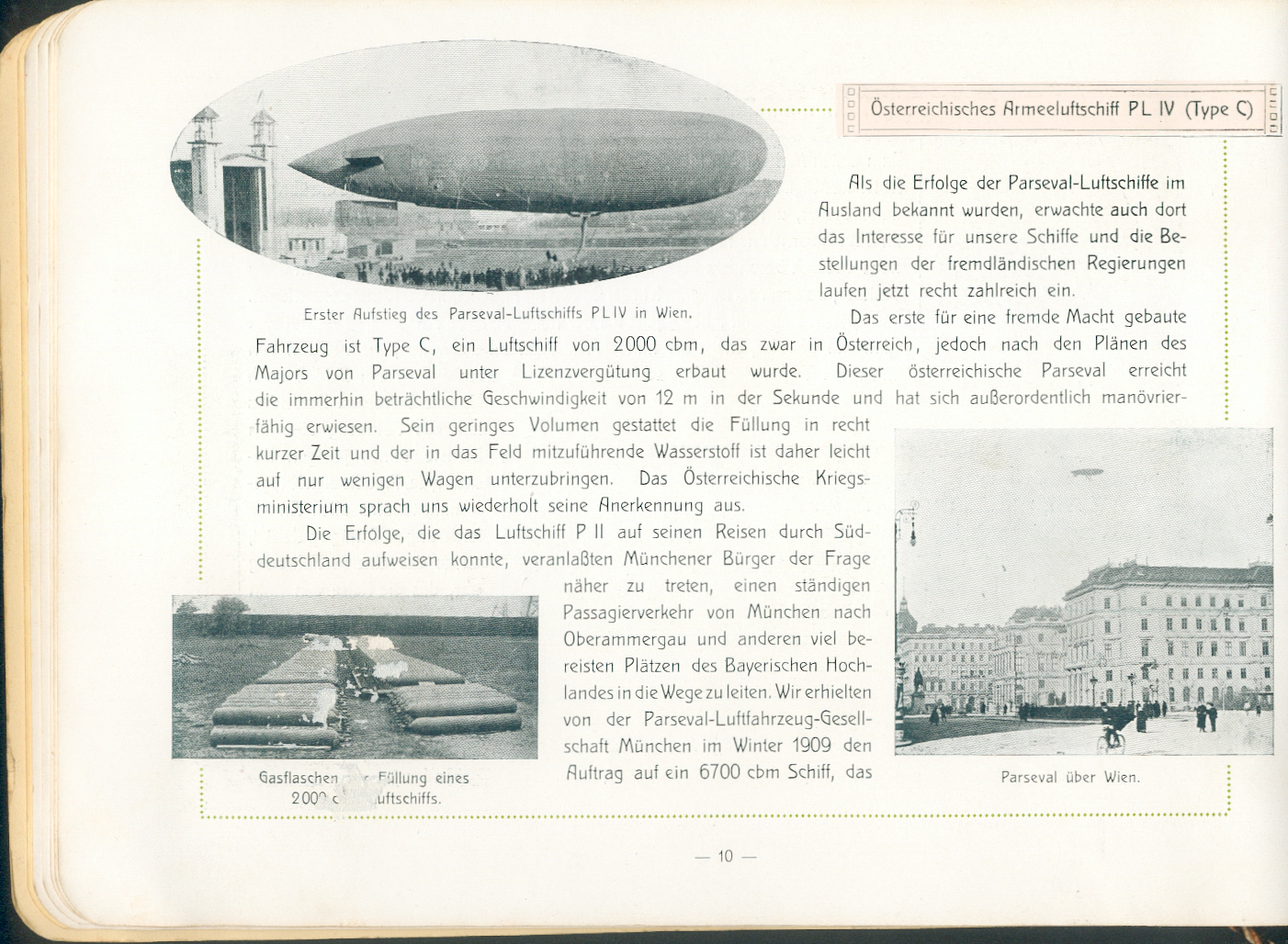
PL IV in Wien

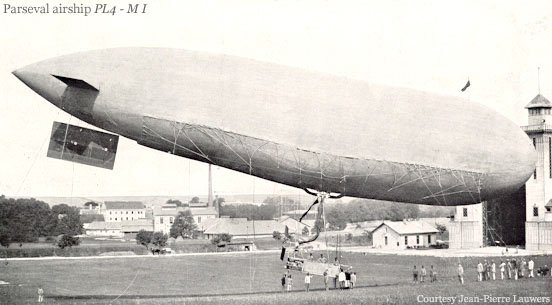
PL IV-M I in Fischamend

- PL 4 wurde von der k.u.k. Militär-Aëronautischen Anstalt gekauft und in Fischamend unter der Bezeichnung „M I“ stationiert
- erste Fahrt: 26. November 1909
- Volumen: 2.450 m³[3]
- Antrieb: Austro-Daimler-Motoren aus Wiener Neustadt, entweder 1 × 62 kW oder 2 × 33 kW (85 bzw. 2 × 45 PS), die dann je eine Luftschraube antrieben
- Hülle von Österreichischer Gummiwarenfabrik aus Wimpassing; 2 Ballonetts
- Länge: 50 m,[3] Durchmesser 12,5 m
- Prallhöhe: 1.000 m
- Besatzung: 2–3, Passagiere: 4–5 (Kapazität für insgesamt 7 Personen)
- abgerüstet 1913[3]

### PL 5

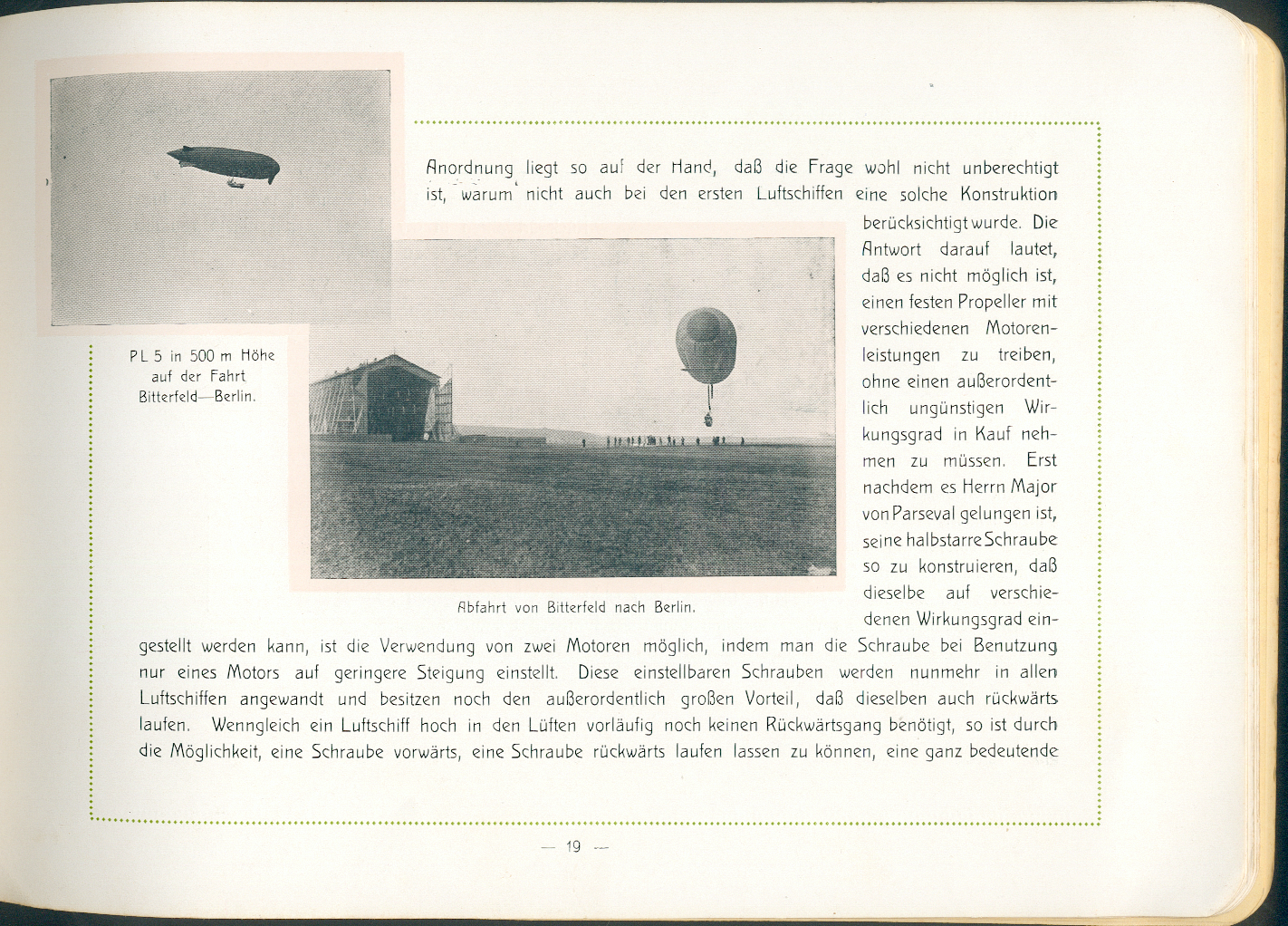
PL 5

- Über 150 Passagierfahrten
- Am 16. Juni 1911[1] beim Entleeren der Hülle in Hann. Münden durch Feuer zerstört, wurde später durch PL 9 ersetzt.[4]
- Volumen: 1.450 m³[1]
- Geschwindigkeit: 36 km/h[1]
- Fahrtdauer 5 h
- Steighöhe: 1.000 m
- Besatzung und Passagiere: 3–4

### PL 6 „Stollwerck“
- Rundfahrt- und Werbeluftschiff[1]
- erste Fahrt: 30. Juni 1910
- bis zu 12 Passagiere

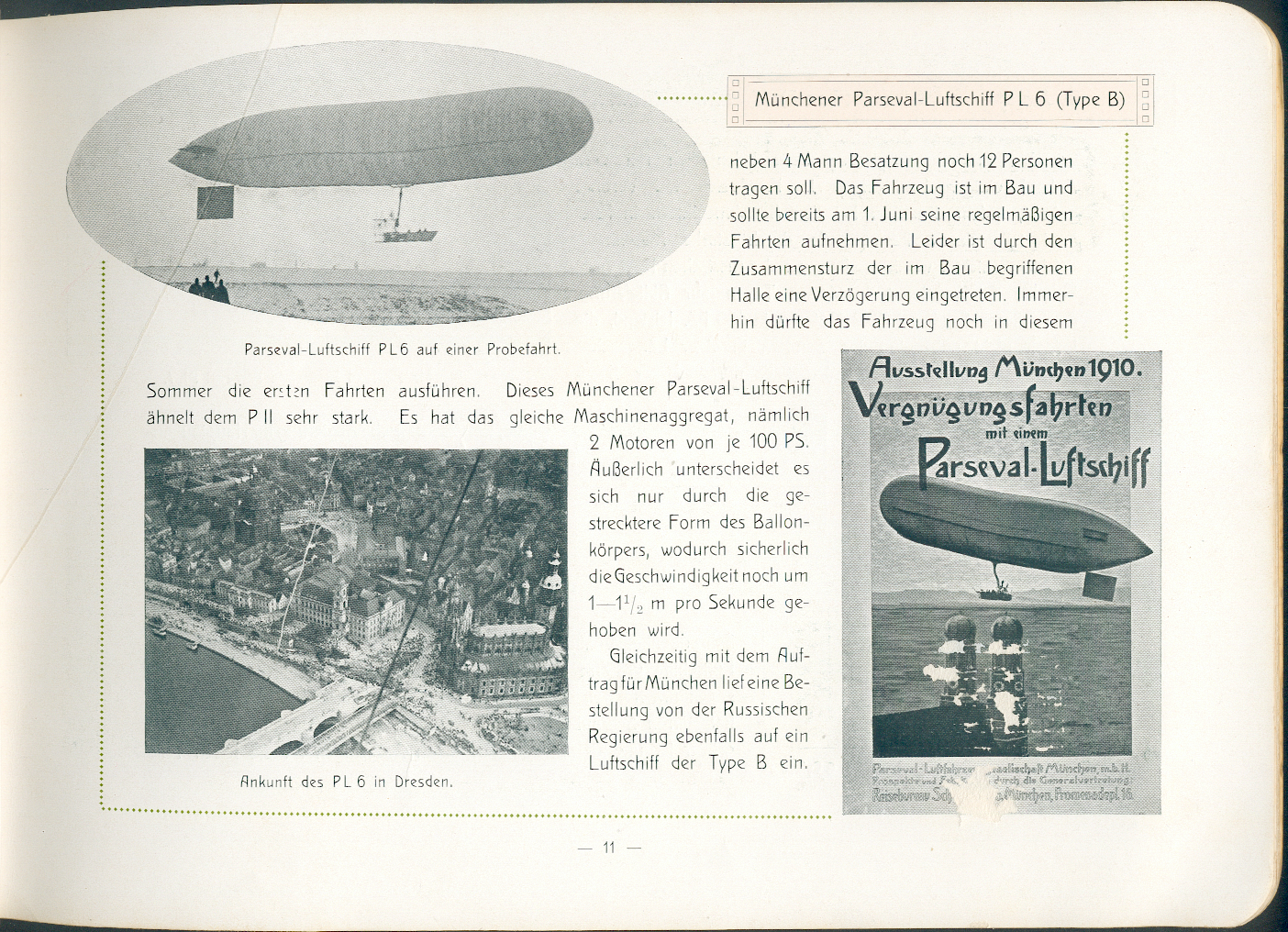
PL 6 Dresden/München

- erstes Nachtsystem für Luftwerbung an einem Luftschiff, mit einem Lichtbildprojektor konnten Bilder auf die Hülle geworfen werden
- wurde im Oktober[1] 1912 modernisiert und vergrößert, um es auf den gleichen technischen Stand wie PL 12 zu bringen, u. a. Größe von 6.800 auf 8.000 m³ erhöht. Am 9. September 1914 von der Kaiserlichen Marine übernommen, Übungs- und Überwachungsfahrten über der Kieler Bucht und zum 27. Dezember 1914 außer Dienst gestellt.
- Länge: 70 m; später 75 m[1]
- Durchmesser: 15 m
- Antrieb: 2 N.A.G.-Motoren mit insgesamt 162 kW (220 PS) und Zweiblattpropellern[1]
- max. Geschwindigkeit: 56; nach der Modernisierung 59 km/h[1]
- Insgesamt wurden bei 250 Fahrten und 2300 Passagiere und 15.000 km zurückgelegt[1]

### PL 7 Grif

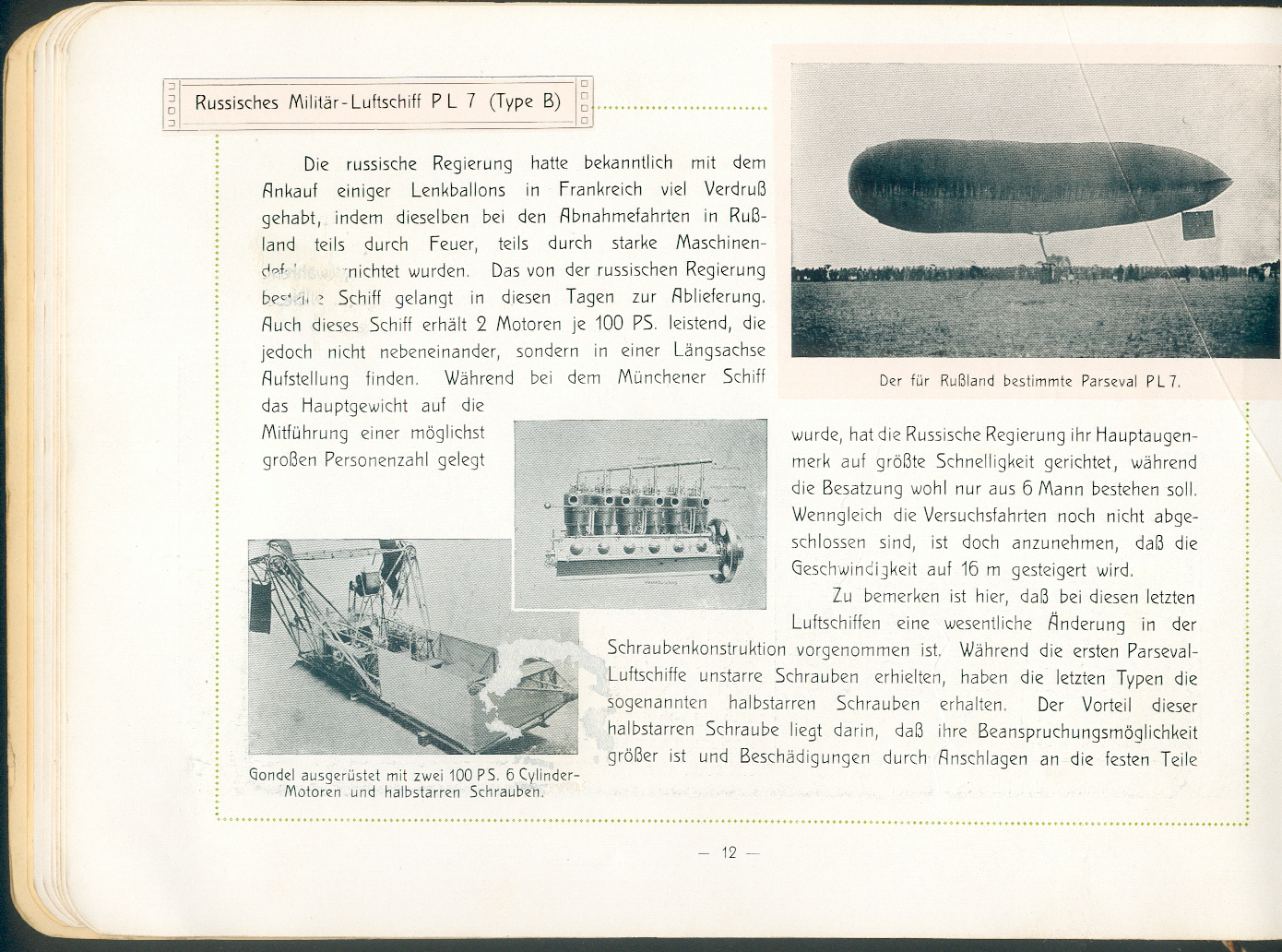
PL 7

- Unter der Bezeichnung Grif an Russland geliefert (siehe: Russische Luftschifffahrt)
- Volumen: 6700 m³
- Geschwindigkeit: 14–15 m/s
- Fahrtdauer: ≥ 20 h
- Steighöhe: 2500 m
- Besatzung und Passagiere: 12–16
- Besatzung: 3–4

### PL 8 / Ersatz P.II

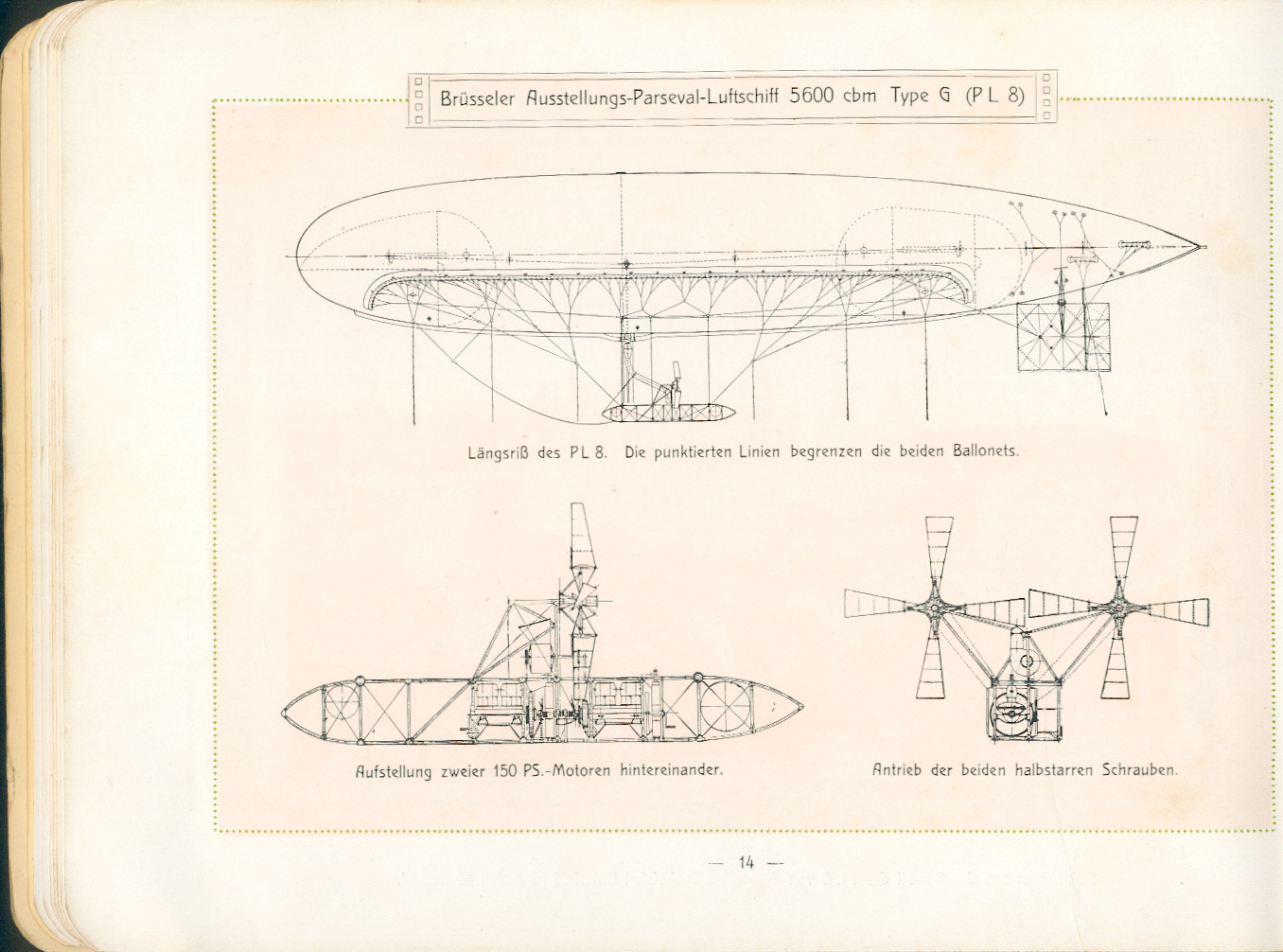
Zeichnung PL 8

- Militärische Abnahme am 12. März 1913 bei der Preußischen Armee unter der Bezeichnung Ersatz P.II
- Volumen: 5600 m³
- Geschwindigkeit: 16–17 m/s
- Fahrtdauer: ≥ 20 h
- Steighöhe: 2000 m
- Passagiere und Besatzung: 7–12
- Besatzung: 4

### PL 9
- ersetzte in Breslau den in Hann. Münden verbrannten PL 5[4]
- 1913 an das türkische Militär verkauft

### PL 10 „Sportsluftschiff“
- 1.700-m³-„Sportsluftschiff“: Nach der ersten Fahrt 1910 demontiert und in Bitterfeld eingelagert

### PL 11 / P.III
- erste Fahrt 1. März 1912, für Preußische Armee als P.III bis Mitte 1914

### PL 12 „Charlotte“
- Auf „Charlotte“ getauft,
- gebaut für „Rheinisch-Westfälische Flug- und Sportplatz-Gesellschaft mbH Wanne-Herten“, dort für Rundfahrten genutzt
- erste Fahrt: 11. Mai 1912
- PL 12 wurde bis 1914 als Passagier- und Werbeluftschiff genutzt.
- 82 m lang, 14 m Durchmesser
- Antrieb: 2 NAG-Motoren mit je 81 kW (110 PS)
- Volumen: 8.000 m³
- Höchstgeschwindigkeit: 48 km/h

### PL 13 Yuhi
- 1912 als Yuhi an Japan
- Länge:  85 m
- Breite: 15 m
- Höhe: 22,55 m
- Volumen: 10.000 m³
- Besatzung: bis 12 Mann
- Leistung: 2 X 10 kW

### PL 14 / „Burewestnik“
- Unter der Bezeichnung „Burewestnik“ (dt. „Sturmvogel“) nach Russland geliefert Siehe auch: „Burewestnik (PL-14)“ im Artikel Russische Luftschifffahrt

### PL 15 / M 3

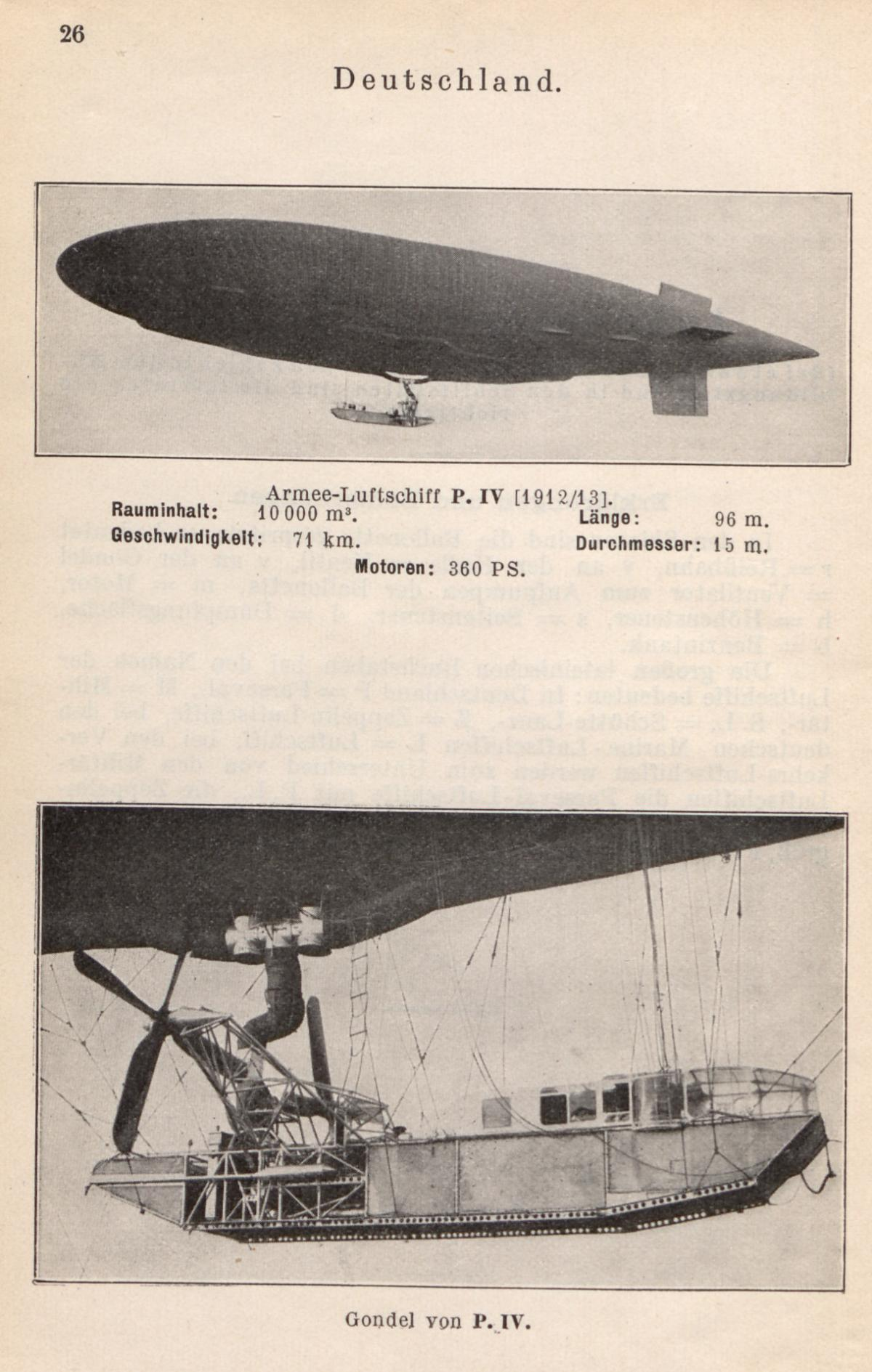
Armee-Luftschiff P. IV (1912/13)

- ging 1914 als M 3 an Italien

### PL 16 / P.IV
- erste Fahrt: 2. Oktober 1913,
- wurde Mitte 1914 an Preußische Armee gegeben, dort als P.IV bezeichnet
- stand bis zum 24. März 1916 im Dienst
- Volumen: 9.600 m³
- Länge: 84 m
- Durchmesser: 15,5 m
- Antriebsleistung: 264 kW
- max. Geschwindigkeit 70 km/h

### PL 17
- erste Fahrt: 30. Dezember 1912
- an Italien geliefert, fuhr dort bei der Armee bis 1915

### PL 18 / Parseval No. 4
- erste Fahrt: 23. April 1913
- 1913 an die britische Marine, dort unter der Bezeichnung Parseval No. 4, der Betrieb wird als sehr erfolgreich beschrieben
- 80 m lang, 15 m Durchmesser, 8.800 m³
- Antrieb: zwei Maybach-Motoren mit je 132 kW (180 PS), Höchstgeschwindigkeit 68 km/h
- Besatzung: zwei Offiziere und sieben Mannschaften, Funkgerät und Bewaffnung waren installiert
- Diente während des Ersten Weltkriegs als Patrouillen-Luftschiff, wurde im Juli 1917 außer Dienst gestellt.

### PL 19

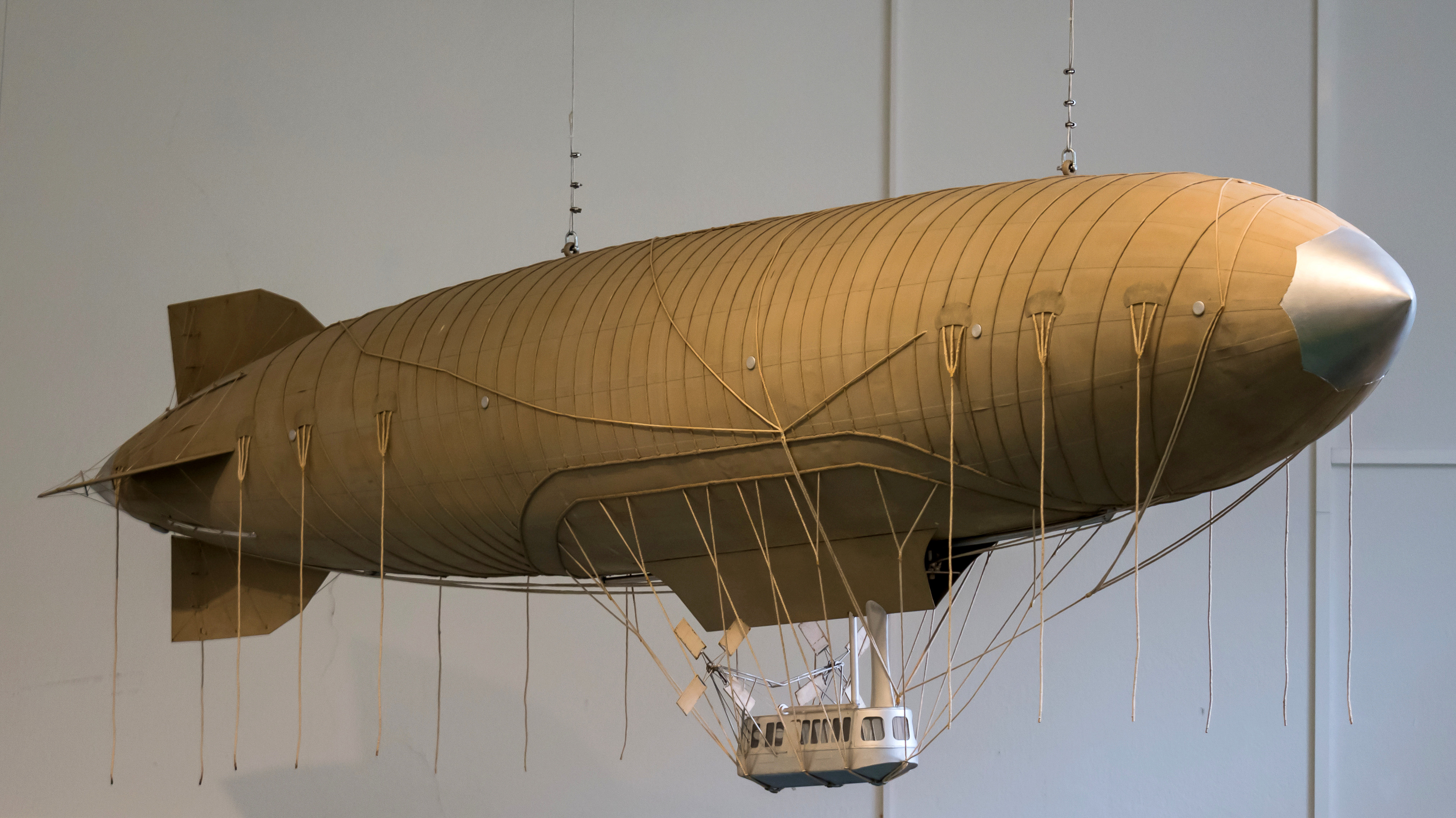
Modell des PL 19 im Verkehrsmuseum Dresden

- PL 19 sollte eigentlich für die britische Marine als Parseval No. 5 geliefert werden, wurde jedoch nach Kriegsausbruch in Dienst der deutschen Marine gestellt. In England fertigte Vickers als Ersatz drei Hüllen und zwei Gondeln mit identischen Spezifikationen.
- erste Fahrt: 30. August 1914
- 92 m lang, 15 m Durchmesser, 10.000 m³
- Antrieb: zwei Maybach-Motoren mit je 132 kW (180 PS), Geschwindigkeit: 76 km/h,
- Am 25. Januar 1915 nach Angriffsfahrt auf Libau infolge von Beschussschäden auf dem Meer notgelandet, die Besatzung geriet in russische Kriegsgefangenschaft

### PL 20 bis PL 24
PL 20 bis PL 24 wurden nicht gebaut.

### PL 25
- erste Fahrt: 25. Februar 1915
- PL 25 der Kaiserlichen Marine war mit einer Länge von 112,3 m eines der größten, wenn nicht sogar das größte Prallluftschiff vor dem Zweiten Weltkrieg.

### PL 26
Bei der Landung nach der ersten Fahrt am 26. Oktober 1915 kam es zu einem Unfall. Das Luftschiff verbrannte, Menschen kamen nicht ums Leben.
- halbstarres Luftschiff
- Länge: 157 m
- max. Durchmesser: 19,5 m
- Volumen: 31.300 m³
- Höchstgeschwindigkeit: 100 km/h
- Antrieb: vier Maybach-Motoren mit je 177 kW (240 PS)

### PL 27
PL 27 führte seine erste Fahrt am 8. März 1917 durch. Wesentlicher Unterschied zu seinem Vorgänger PL 26 war die Anordnung der Gondeln. Da es den gestiegenen militärischen Anforderungen nicht mehr genügte, wurde es nicht vom Militär eingesetzt und 1919 zum Passagierluftschiff umgebaut. Es musste jedoch 1920 nach den Bestimmungen des Versailler Vertrags demontiert werden.
- Länge: 157 m
- max. Durchmesser: 19,5 m
- Volumen: 31.300 m³
- Höchstgeschwindigkeit: 100 km/h
- Antrieb: vier Maybach-Motoren mit je 177 kW (240 PS)
- Nutzlast: 18 t

### (Parseval) Raab-Katzenstein RK 27.
Die Raab-Katzenstein RK 27 war die Konstruktion eines halbstarren Klein-Luftschiffs aus dem Jahr 1929.
- Kennung D-RK27
- halbstarre Konstruktion, August von Parseval wirkte beim Bau nur beratend mit
- Werbeluftschiff mit der Aufschrift Trumpf Schokolade
- gebaut in Kassel von den Raab-Katzenstein-Flugzeugwerken
- erste Fahrt am 4. Mai 1929 in Kassel
- Volumen 1.440 m³
- Länge 40 m
- Prallhöhe: 1.000 Meter
- Antrieb: zwei Anzani-Motoren mit je 26 kW (35 PS)
- Geschwindigkeit: 80 km/h
- Es konnten vier Personen befördert werden.

### Parseval-Naatz PN 28
- Kennung D-PN 28[6]
- halbstarre Konstruktion
- Länge: 39,5 m
- max. Durchmesser: 10,5 m

D-PN 28; Modell im Maßstab 1:50 im Otto-Lilienthal-Museum

- zweites Werbeluftschiff mit Aufschrift Trumpf-Schokolade
- gebaut in Seddin/Pommern von der Berliner Wasser- und Luftfahrzeug GmbH
- erste Fahrt am 6. Juni 1929 in Berlin
- Volumen: 1.800 m³[7]

### Parseval-Naatz PN 29
- Kennung D-PN 29
- halbstarres Luftschiff
- Werbeluftschiff mit Aufschrift Sidenhuset
- gebaut 1929 als D-PN 29 mit einer Passagierkapazität von 5 Personen
- Volumen: 2.300 m³
- Länge: 44 m, Durchmesser: 10 m
- Antrieb: ein Siemens-Halske-Motor mit 75 kW (100 PS)
- Höchstgeschwindigkeit: 82 km/h
- Gesamtfahrtdauer: etwa 600 Stunden in 200 Fahrten

Am 21. Mai 1930 bekam PN 29 die schwedische Bezeichnung SE-ACG Sidenhuset. Sidenhuset war damals eine sehr bekannte Damenboutique in Stockholm. Der Schriftzug prangte groß auf der Hülle. Eigentümer war AB Luftskeppsreklam i Stockholm.
Hauptaufgabe war Luftwerbung über der Stockholmer Ausstellung „Stockholmsutställningen“, einer großen Handwerksmesse mit rund 4 Mio. Besuchern vom 16. Mai bis 30. September. Nach nur einer Woche wurde das geparkte Schiff nachts durch starken Wind beschädigt. Der Hersteller flog ein, um den Schaden zu begutachten. Man entschied, das Schiff nach Deutschland zu überführen, um es dort zu reparieren. Während der Überfahrt stürzte das Schiff am 4. Juni 1930 südlich der Insel Öland in die Ostsee. Die Besatzung wurde gerettet, jedoch versank das Schiff im Meer.

### Parseval–Naatz PN 30
PN 30 fuhr unter dem Namen Odol als Werbeluftschiff. Neben den Reklameflügen wurden auch technische Versuche mit diesem Luftschiff gemacht. So war es einmal 63 Tage ununterbrochen am Ankermast befestigt, ohne Schaden zu nehmen.
- Kennung: D-PN 30
- Werbeluftschiff mit Aufschrift Odol
- Länge: 46 m
- max. Durchmesser: 10,8 m
- Volumen: 2.600 m³
- Höchstgeschwindigkeit: 80 km/h
- Motorisierung: Siemens & Halske mit 160 PS (ca. 120 kW)
- erste Fahrt: Juli 1932